# Kim Friele

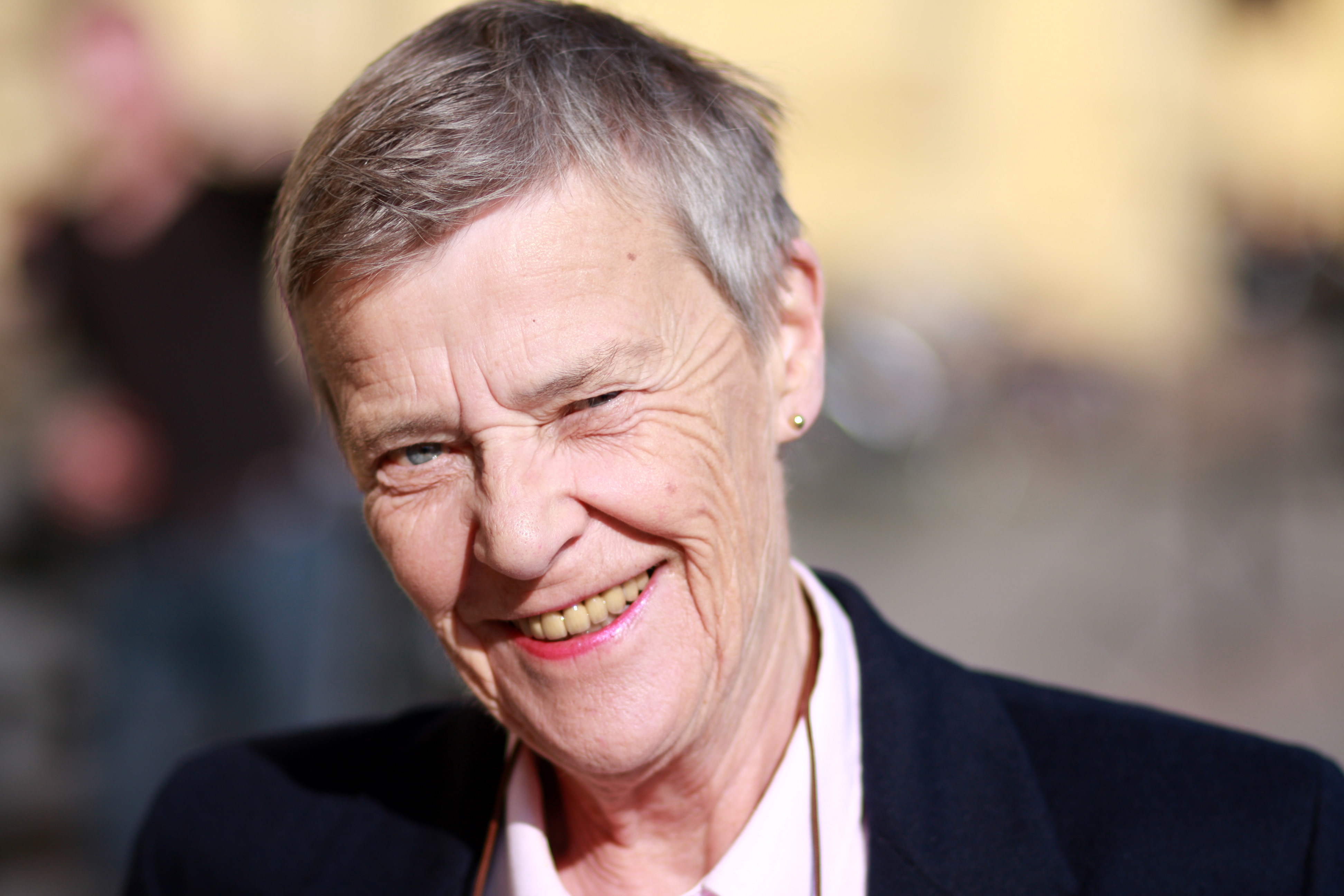
Kim Friele, 2009

Karen-Christine Friele, bekannt als Kim Friele (* 27. Mai 1935 als Karen-Christine Wilhelmsen in Bergen; † 22. November 2021) war eine norwegische LGBT- und Menschenrechtsaktivistin sowie Autorin. Sie gilt als die bekannteste und einflussreichste LGBT-Aktivistin in Norwegen. Von 1966 bis 1970 war sie Vorsitzende und von 1971 bis 1989 die Generalsekretärin der Organisation Det Norske Forbundet av 1948 (DNF-48).

## Leben

### Jugend und erste Ehe
Friele kam als Tochter des Reeders Rasmus Johan Wilhelmsen (1903–1984), Schwager des Reeders Hilmar Reksten, und Ruth Adelheid Johannesen (1904–1990) zur Welt. Sie wuchs gut situiert mit ihren konservativen Eltern und einem älteren Bruder in einer Villa in Fana, einem heutigen Stadtteil von Bergen, auf. Über ihre Eltern sagte sie später, dass diese ihr Coming-out als Lesbe relativ gut aufnahmen.
Nach ihrem Schulabschluss im Jahr 1954 studierte sie Sprachen an verschiedenen Universitäten, unter anderem ein halbes Jahr Englisch an der University of Cambridge. In England arbeitete sie zudem als Au-pair bei der Familie des konservativen Politikers Bernard Weatherill. Dort erhielt sie auch den Spitznamen „Kim“. Friele hatte zunächst geplant, Rechtswissenschaften zu studieren, aufgrund ihres reichen Elternhauses erhielt sie allerdings kein Stipendium und ein Studium wurde in ihrem konservativen Umfeld als unnötig empfunden. In Oslo begann sie 1958 als Sekretärin beim Opplysningskontoret for forsikring zu arbeiten. Am 8. August 1959 heiratete sie im Alter von 24 Jahren den Anwalt und Jugendfreund Ole Friele jr, die Ehe wurde jedoch bereits 1960 wieder aufgelöst. Sie behielt dennoch den angenommenen Nachnamen, um nicht wieder als „Fräulein“ (frøken) unter ihrem Mädchennamen firmieren zu müssen. Später behielt sie den Namen aus praktischen Gründen bei, da inzwischen eine Büste von ihr in Oslo aufgestellt worden war und sie Umstände vermeiden wollte.

### Engagement im DNF-48
In der Hoffnung, Einlass in die damals im Geheimen agierende LGBT-Gruppe Det Norske Forbundet av 1948 (DNF-48) zu finden, saß sie nach eigenen Angaben in der Zeit nach ihrer Eheschließung jeden Samstag auf einer Bank vor dem Nationaltheatret. Schließlich wurde Friele dort aufgenommen. Da homosexuelle Handlungen zwischen Männern zu dieser Zeit in Norwegen noch verboten waren, musste die Organisation sehr zurückhaltend agieren und die Mitglieder verwendeten meist Decknamen, um nicht erkannt zu werden. Friele wurde die erste Person in Norwegen, die sich mit ihrem Namen offen in den Medien als homosexuelle Person zeigte und zudem mehrere Jahre lang die einzige bekannte offen homosexuelle Person Norwegens war. Aufgrund ihrer Offenheit erhielt sie zahlreiche Drohungen und sie wurde auch physisch angegriffen. In der Zeit von 1966 bis 1971 war sie die Vorsitzende des DNF-48 und anschließend bis 1989 dessen Generalsekretärin.
In ihrer Zeit an der Spitze des DNF-48 kämpfte Friele unter anderem gegen den Paragraphen 213 an, der sexuelle Handlungen unter Männern kriminalisierte. Der Paragraph wurde im Jahr 1972 aus den Gesetzesbüchern entfernt. Friele kam auch in Kontakt mit der Psychiaterin und konservativen Politikerin Astrid N. Heiberg, die dabei half, Homosexualität als Krankheitsdiagnose teilweise zu streichen. Nachdem Friele wegen ihrer Homosexualität die Einreise in die USA nicht erlaubt worden war, schrieb sie Briefe an 700 US-amerikanische Politiker. Später hielt sie außerdem eine Rede im US-Kongress.
Nach dem Ende ihrer Zeit als Generalsekretärin beim DNF-48 im Jahr 1989 zog sie von Oslo in die Hardangervidda. Später lebte sie mit ihrer Frau in Geilo. Friele trat 2014 nach 51 Jahren Mitgliedschaft aus der Landesvereinigung für lesbische und homosexuelle Emanzipation (LLH; norwegisch: Landsforeningen for lesbisk og homofil frigjøring) aus und protestierte damit gegen die Entscheidung der Organisation, die Kinder-, Gleichstellungs- und Inklusionsministerin Solveig Horne die Europride in Oslo eröffnen zu lassen. Die Politikerin der Fremskrittspartiet (FrP) stand wegen früherer Aussagen zur Homosexualität in der Kritik. Zudem kritisierte Friele die LLH für mangelnden Aktivismus und breites Engagement, etwa beim Besuch des Dalai Lama in Norwegen.
Auch außerhalb des LLH setzte Friele ihren Aktivismus für LGBT-Rechte bis zu ihrem Lebensende fort.

„Manche werden vielleicht sagen, dass der Kampf für die Rechte Homosexueller in Norwegen schon gewonnen ist, dass da nichts mehr zu kämpfen ist? Ja, so dumm kann man sein. Manche glauben offenbar, dass Freiheit und Rechte auf einem Tablett serviert werden und nie wieder weggenommen werden können.“

„Noen vil kanskje si at kampen for homofiles rettigheter i Norge allerede er vunnet, at det ikke er noe mer å kjempe for? Ja, så dum kan man være. Noen tror tydeligvis at frihet og rettigheter kommer rennende på en trefjøl og aldri kan tas fra en igjen.“

### Weitere Tätigkeiten
Friele schrieb mehrere Bücher und war des Weiteren als Rednerin im Einsatz. Diese Tätigkeit setzte sie auch nach 1989 weiter fort. In ihrem ersten Buch Fra undertrykkelse til opprør (deutsch: Von Unterdrückung zum Aufstand), das 1975 veröffentlicht wurde, beschrieb sie das Leben als homosexuelle Person aus positiver Sicht. In einem weiteren Buch De forsvant bare … (deutsch: Sie verschwanden nur …) führte sie durch die Geschichte der Homosexualität beginnend im Alten Testament.

## Privates
Im Wahlkampf zur Parlamentswahl in Norwegen 1977 lernte Friele die Politikerin Wenche Lowzow von der konservativen Partei Høyre kennen. Kurz nachdem Norwegen im Jahr 1993 Partnerschaften für gleichgeschlechtliche Personen erlaubt hatte, gingen die beiden am 6. August 1993, als eines der ersten Paare in Norwegen, eine registrierte Partnerschaft ein. Als Lowzow im Jahr 2016 starb, lebte das Paar seit 39 Jahren in einer Beziehung.
Friele starb im November 2021 im Alter von 86 Jahren.

## Auszeichnungen und Rezeption

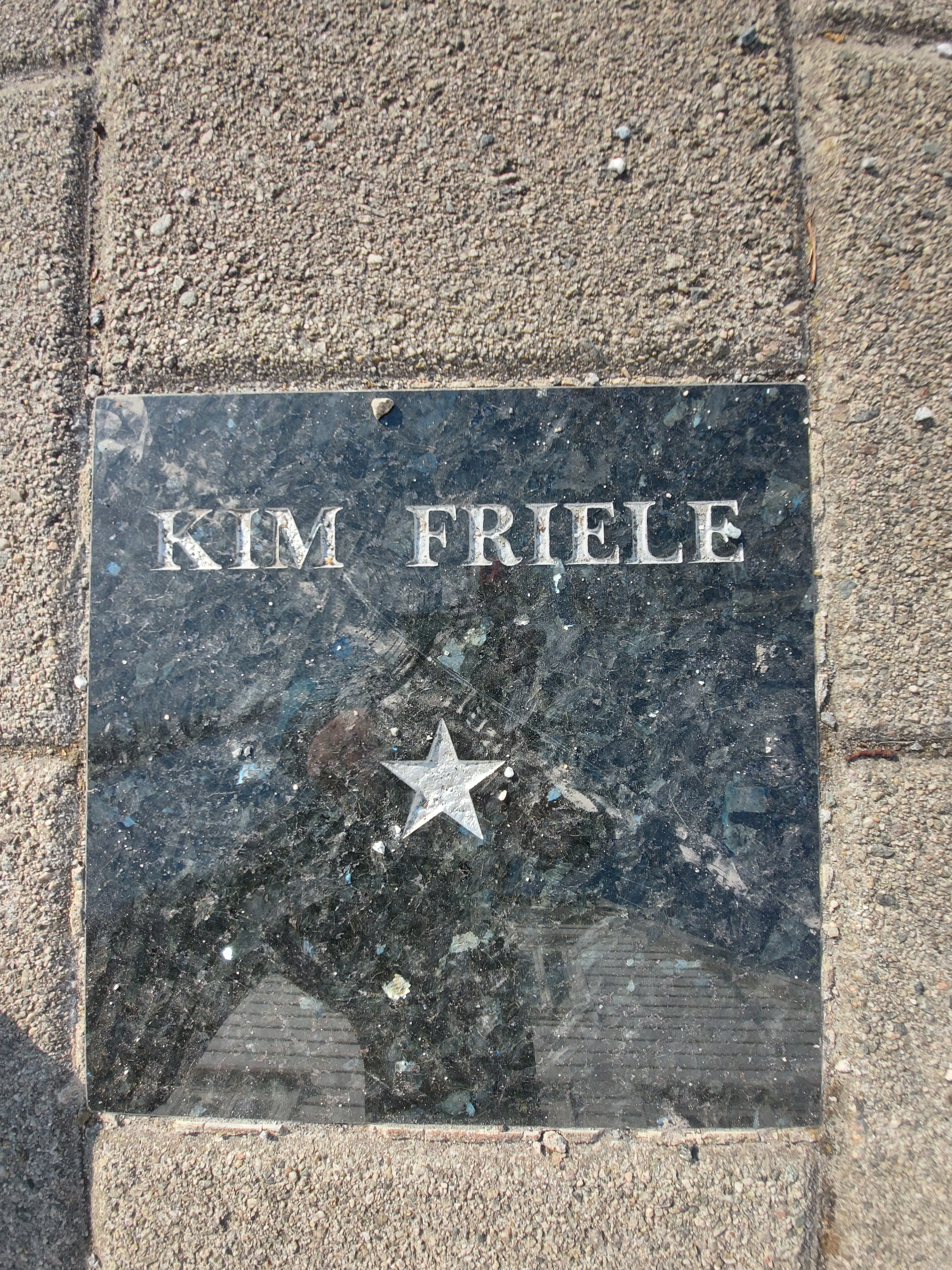
Stern für Kim Friele am Bergen Walk of Fame

### Auszeichnungen und Ehrungen
Friele erhielt für ihren Einsatz mehrere Auszeichnungen. 1978 wurde ihr der Meinungsfreiheitspreis Fritt Ord zuerkannt, den sie im Jahr 2009 aus Protest gegen die Auszeichnung von Nina Karin Monsen zurückgab. Im Jahr 1994 folgte der Ehrenpreis der norwegischen LGBT-Bewegung und 1999 der Humanistenpreis des Human-Etisk-Forbund. Friele wurde im Jahr 2000 als Ritterin erster Klasse des Sankt-Olav-Ordens ausgezeichnet. Im Jahr 2005 wurde eine Büste von ihr auf dem Osloer Rathausplatz eingeweiht, die später in die Deichmanske bibliotek umzog. Bei der Publikumsabstimmung des norwegischen Rundfunks Norsk rikskringkasting (NRK) zum Norweger des Jahrhunderts wurde sie auf den vierten Platz gewählt.
Friele war Ehrenmitglied der sozialdemokratischen Partei Arbeiderpartiet. Am 26. Mai 2021 wurde im Zentrum von Bergen, auf dem Platz Vågsallmenningen, eine Skulptur in Erinnerung an Kim Friele eingeweiht. Das Werk „Benkene til Kim“ (deutsch: Kims Bänke) der Künstlerin Lina Viste Grønli besteht aus drei Bänken, die den Namen Kim formen. Die Bänke nehmen Bezug auf die Zeit, als sie vor dem Nationaltheater in Oslo gesessen habe.
Nach Frieles Tod würdigte Kulturministerin Anette Trettebergstuen ihre Rolle als Vorkämpferin für Gleichstellung.

„Sie ging voran, als es kriminell war, homosexuell zu sein, und hat mit ihrer Persönlichkeit, ihrem Einsatz und ihrer Hingabe unerschütterlich für Gleichstellung gekämpft und die norwegische Gesellschaft verändert.“

„Hun gikk foran på et tidspunkt hvor det var kriminelt å være skeiv, og har med sin personlighet, sin innsats og sin dedikasjon utrettelig kjempet for likestilling, og endret det norske samfunnet.“

Die norwegische Regierung gab am 23. November 2021 bekannt, dass Friele ein staatliches Ehrenbegräbnis erhalte. Das Begräbnis fand am 6. Dezember 2021 statt. Der Trauergottesdienst wurde im Osloer Dom abgehalten.

### Rezeption in der Kultur
Im Jahr 2017 wurde bekannt, dass ihr Leben zu einem Theaterstück verarbeitet werden solle. 2018 wurde das Stück Kim F in Den Nationale Scene in Bergen uraufgeführt. Der norwegische Rundfunk Norsk rikskringkasting (NRK) strahlte im Juni 2021 die Dokumentation Kim Friele – homokampens førstedame aus.

## Werke
- 1972: Homofili
- 1975: Fra undertrykkelse til opprør. Om å være homofil – og være glad for det
- 1980: Homofil frigjøring – ditt ansvar
- 1985: De forsvant bare … Fragmenter av homofiles historie
- 1995: Fangene med rosa trekant – aldri mer?